# ESP block
L'ESP block, o blocco dell'erettore spinale, è una recente tecnica di anestesia locoregionale, appartenente ai blocchi di fascia del tronco. Il blocco ESP allevia il dolore creando un blocco efficace in un'ampia area delle pareti toraciche e lombari posteriori, laterali e anteriori; previene il dolore viscerale e fornisce una buona analgesia postoperatoria.
Dalla sua prima descrizione nel 2016, l'ESP block ha attirato attenzioni senza precedenti e ha stimolato un'esplosione di interesse per i blocchi del piano fasciale. Mentre i blocchi di fascia non sono nuovi (il TAP block è stato reso popolare oltre un decennio fa), l'ESP block è unico nella sua varietà di applicazione: è stato utilizzato per il dolore acuto e cronico, non solo del tronco ma anche degli arti superiori e inferiori; è stato utilizzato in contesti in cui l'anestesia locoregionale ha tradizionalmente avuto un ruolo limitato, come la cardiochirurgia e la chirurgia della colonna vertebrale; è stato anche abbracciato da specialità al di fuori dell'anestesiologia, compresa la medicina d'urgenza e la traumatologia preospedaliera.
La tecnica di base del blocco ESP comporta l'iniezione ecoguidata di un volume relativamente grande (0,3-0,5 ml/kg) di anestetico locale nel piano fasciale tra le punte dei processi trasversi vertebrali e il muscolo erettore della colonna. L'anestetico locale si propaga all'interno di questo spazio virtuale, fino a 3-6 livelli vertebrali in direzione cranio-caudale; l'estensione medio-laterale è solitamente confinata ai limiti del muscolo erettore spinale, dati dal suo attaccamento all'angolo costale e dalla fascia toracolombare. Ciò si traduce in analgesia, somatica e viscerale, nel territorio innervato dai nervi spinali interessati.

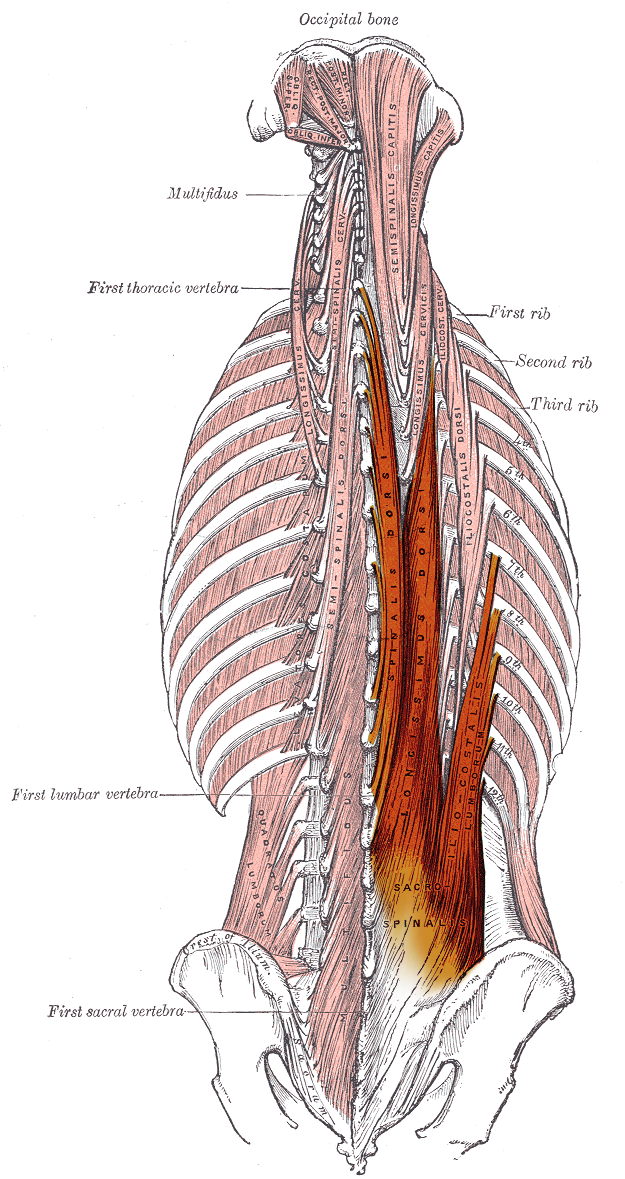
Il muscolo erettore spinale.

La letteratura scientifica indica come possibili meccanismi con cui si ottiene l'analgesia, il blocco nervoso e l'inibizione centrale per diffusione diretta dell'anestetico locale allo spazio paravertebrale o epidurale; l'analgesia mediata da elevate concentrazioni plasmatiche di anestetico locale dovute all'assorbimento sistemico; effetti immunomodulatori degli anestetici locali; effetti mediati dalle proprietà meccanosensoriali della fascia toracolombare. Sulla base degli studi clinici su cadaveri umani, animali e meccanicistici, il meccanismo primario più probabile sono un effetto diretto dell'anestetico locale attraverso la propagazione e la diffusione alle strutture nervose nel piano fasciale sottostante ai muscoli erettori della colonna vertebrale e ai tessuti adiacenti, confermata dalla diffusione delle sostanze iniettate (nella maggior parte degli studi, sebbene abbastanza variabile) ai rami ventrali dei nervi spinali; c'è un consistente coinvolgimento dei rami dorsali. La diffusione epidurale è osservata meno comunemente.

## Meccanismo d'azione
Il meccanismo d'azione originariamente proposto nelle prime descrizioni del blocco ESP era che l'anestetico locale diffondesse anteriormente al piano di iniezione attraverso canali presenti nel tessuto connettivo intertrasversario, fino allo spazio paravertebrale, dove poteva agire sui rami ventrali e sulle radici nervose. Tuttavia, questo è stato contestato da studi su cadaveri e clinici, sollevando la questione se vi fossero altri meccanismi d'azione.
La prova diretta dei possibili meccanismi di azione del blocco ESP proviene da diverse fonti, la maggior parte delle quali si è concentrata sullo studio della diffusione fisica della soluzione iniettata, su modelli di cadavere umano e animale (con metodi di dissezione), o con radiocontrasto utilizzando la tomografia computerizzata o la risonanza magnetica.
La fascia toracolombare posteriore e il tessuto connettivo intertrasversario (un nome che raggruppa i legamenti, i muscoli ed altri tessuti connettivi che si estendono tra processi trasversi adiacenti) sono perforati dai fasci dei rami dorsali e dai vasi sanguigni che li accompagnano, e questi sono i più probabili percorsi dell'anestetico locale per arrivare nello spazio paravertebrale; questi canali probabilmente non consentono un rapido flusso massivo, ma piuttosto una infiltrazione graduale di anestetico locale, come dimostrato dall'assenza di diffusione visibile alla toracoscopia nello spazio paravertebrale durante iniezioni clinicamente efficaci.
Un fatto ancora più importante da riconoscere è che la fascia muscolare è altamente permeabile alle macromolecole, compresi i farmaci anestetici locali. A livello microscopico, le lacune nella sua architettura, in gran parte acellulare, di fibre collagene interconnesse consentono una rapida diffusione; membrane più fragili come l'aracnoide e il perinevrio sono molto meno permeabili, composte da strati di cellule strettamente aderenti piuttosto che da fibre collagene: le macromolecole non possono passare tra le cellule, ma solo attraverso di esse, mediante un processo di trasporto attivo o diffusione passiva attraverso la membrana cellulare lipidica e l'ambiente acquoso intracellulare.
Studi di imaging e dissezioni indicano che solo una piccola frazione del liquido iniettato entra negli spazi paravertebrali ed epidurali entro i primi 30-60 minuti, mentre la maggior parte rimane all'interno del compartimento del muscolo erettore spinale; la penetrazione nello spazio paravertebrale può continuare per un periodo prolungato, come evidenziato da uno studio in cui l'anestesia preoperatoria su due dermatomeri era progredita a sei dermatomeri nel periodo postoperatorio. In alcuni studi è stata segnalata anche la diffusione nello spazio intercostale (contiguo allo spazio paravertebrale) a più livelli, e potrebbe essere un ulteriore meccanismo che contribuisce al blocco dei rami ventrali.
I probabili bersagli nervosi coinvolti nella diffusione diretta sono i nervi che passano all'interno del muscolo erettore della colonna (ad esempio i rami nervosi dorsali) e i nervi in compartimenti contigui con l'ESP tramite canali che perforano strutture neurovascolari o piani intermuscolari (ad es. radici nervose spinali, rami ventrali, plesso brachiale). Ciò è coerente con gli effetti clinici osservati del blocco dell'ESP, vale a dire l'analgesia somatica dei tessuti muscoloscheletrici sia cutanei che più profondi, l'analgesia viscerale e le manifestazioni del blocco ortosimpatico. Solo una piccola frazione dell'anestetico locale iniettato trova la sua strada nello spazio paravertebrale ed epidurale, ma ci sono prove precliniche che la bassa concentrazione intorno ai bersagli nervosi in questi compartimenti eserciti un'azione selettiva ma significativa sulla trasmissione e sull'elaborazione nocicettiva.

## Procedura
La sonda ecografica deve essere posizionata con orientamento cranio-caudale, sulla linea mediana della schiena al livello desiderato, poi spostata lentamente lateralmente fino a quando è visibile il processo trasverso. Il processo trasverso deve essere distinto dalla costa: il trasverso è più superficiale e più largo, mentre la costa è più profonda e sottile.
Dopo l'identificazione del processo trasverso, devono essere identificati superficialmente al processo trasverso il muscolo trapezio, il muscolo grande romboide (se eseguito a livello T5 o superiore) e il muscolo erettore della colonna.
L'ago deve essere inserito sopra la sonda ecografica, utilizzando un approccio in plane in direzione cranio-caudale. L'ago deve puntare posteriormente e inferiormente e avanzare sotto guida ecografica attraverso i muscoli, verso il processo trasverso; una volta che la punta dell'ago è al di sotto del muscolo erettore spinale, deve essere somministrato un piccolo bolo di anestetico locale attraverso l'ago: il muscolo erettore spinale deve vedersi separare così dal processo trasverso. Questa separazione dal processo trasverso conferma la corretta posizione dell'ago.
L'anestetico locale deve quindi essere iniettato con incrementi di 5 ml, aspirando ogni 5 ml per evitare l'iniezione intravascolare. Devono essere utilizzati 20-30 ml di bupivacaina 0,25% o ropivacaina 0,5%.
Dopo aver iniettato da 10 a 20 ml di soluzione di anestetico locale, in quello spazio può inserirsi facilmente un catetere. È prudente infilare da 5 a 7 cm di catetere, per evitare lo spostamento involontario del catetere.
Gli ultimi 10-20 ml possono quindi essere iniettati attraverso il catetere; la sonda ecografica può essere spostata caudalmente durante l'iniezione nel catetere e, spesso, si vede l'anestetico locale diffondersi caudalmente.
La propagazione è correlata al volume iniettato e l'evidenza indica che il volume ottimale nei pazienti adulti è maggiore di 10 ml: 20-30 ml sono più comunemente usati.

### Complicanze
Le complicanze sono molto rare perché il sito di iniezione è lontano dalla pleura, dai principali vasi sanguigni e dal midollo spinale. Infezioni nel sito di inserimento dell'ago, tossicità sistemica da anestetico locale, puntura vascolare, pneumotorace, allergia al farmaco sono le complicanze primarie.